# سگاریس
سَگاریس یا ناچخ نوعی تبرزینو یک سلاح ایرانی باستان است که توسط اسب سواران باستانی سکاها و سکای استپ بزرگ اوراسیا مورد استفاده قرار می‌گرفت. همچنین توسط اقوام غربی و آسیای میانه مورد استفاده قرار گرفته‌است: مادها، پارس‌ها، اشکانیان، هندو-ساکا، کوشان‌ها، موسینوئکی‌ها و سایر جنگجویانی که در قلمرو ایران بودند یا ایرانی‌تبار بودند مورد استفاده قرار می‌گرفت. طبق گفته‌های آریستارخوس ساموتراکی، آمازون‌های افسانه ای نیز از ساگاریس استفاده می کردند. هرودوت استفاده از این سلاح را به سکاهایی که در لشکر خشایارشا بوده‌اند نسبت می‌دهد. طبق منابعی این سلاح همان سلاحی بود که نزدیک بود منجر به مرگ اسکندر مقدونی شود.

## توصیف
سگاریس نوعی تبر جنگی یا گاه چکش جنگی بودند. نمونه‌هایی از این سلاح در کاوش‌های باستان‌شناسی استپی اوراسیا جمع‌آوری شده‌است، و روی سیلندرهای هخامنشی و سفالهای یونان باستان و سایر اشیا نمادین باقی مانده به تصویر کشیده شده‌است. این یک سلاح بلند با سر فلزی است، این سلاح هم می‌تواند سر تیز داشته باشد و هم غیر نافذ (چکش مانند) ودر طرف دیگر یا در لبه دیگر، تیز (مستقیم یا منحنی) مثل یخ‌شکن باشد. شاید به کمک سگاریس بود که نویسندگان قرون وسطایی و رنسانس (مانند یوهانس آونتینوس) اختراع تبر جنگی را به آمازون‌ها نسبت داده‌اند.

فرم کوتاه‌تر این اسلحه، در سکه‌های یافت شده در قندهار دیده می‌شود که در دستان Spalirises پادشاه ایرانی از قوم سکاها بوده. این سکه‌ها بعداً به اسم کلِوِتس توسط مورخ نظامی V.P nikonorov نام گذاری شد. 

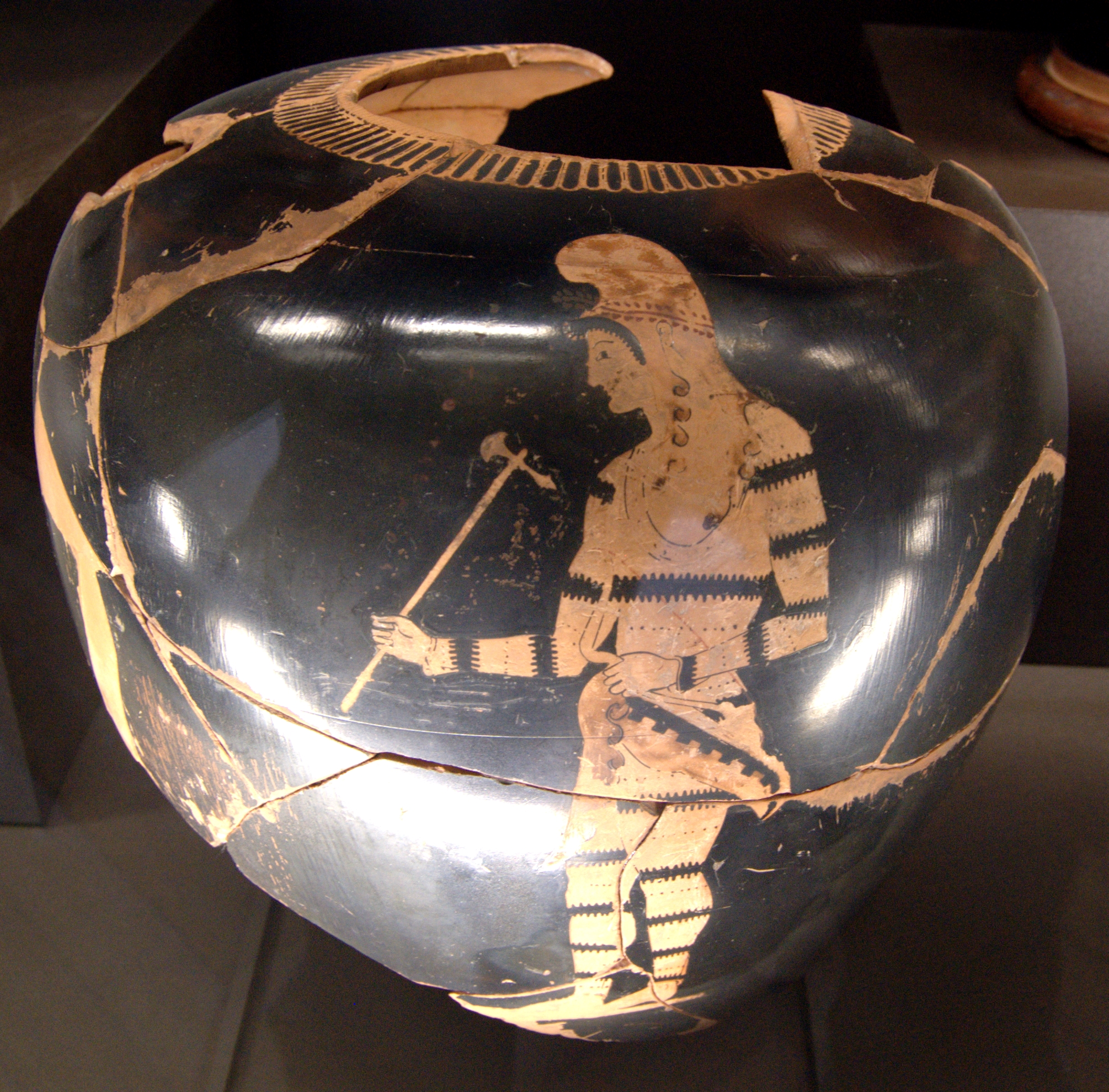
سگاریس در دست یک سرباز سکایی. محل نگهداری: موزه لوور